# Puente de la Reina Victoria (Madrid)
El puente de la Reina Victoria, conocido popularmente como puente de la Reina, es una construcción de principios del siglo XX, que presenta ciertos toques modernistas. Está situado en Madrid (España) y cruza el Manzanares, conectando las calles de Aniceto Marinas, que discurre paralela a la margen izquierda del río, y de la Ribera del Manzanares, que hace lo propio en la orilla derecha.
Se trata de un importante nudo viario de la zona urbana de San Antonio de la Florida (donde se encuentra la ermita del mismo nombre y su réplica), al comunicar la Colonia de San Antonio de la Florida y la Colonia del Manzanares, que forman parte del popularmente llamado Barrio de la Bombilla.

## Historia

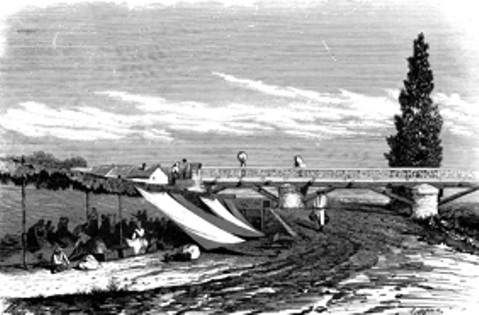
El puente de la Reina Victoria sustituyó al puente Verde, cuyo aspecto puede apreciarse en este grabado de 1859.

Este puente sustituyó a uno anterior, conocido como Puente Verde, en alusión al color de su barandilla. Sus autores fueron el ingeniero José Eugenio Ribera Dutaste y el arquitecto Julio Martínez-Zapata Rodríguez, quienes diseñaron el proyecto en 1907.
Las obras fueron ejecutadas en diez meses entre 1908 y 1909, procediéndose a su apertura el 13 de junio de este último año. Su inauguración se hizo coincidir con la festividad de San Antonio de Padua, a quien está consagrada la ermita de San Antonio de la Florida, cuya cúpula y pechinas pintó Francisco de Goya en 1798.
Con la llegada de la Segunda República, recibió la denominación de Puente de Galicia. Una vez finalizada la Guerra Civil, recuperó su nombre original, que fue dado en honor a la reina Victoria Eugenia, con la que contrajo matrimonio Alfonso XIII el 31 de mayo de 1906.

## Descripción

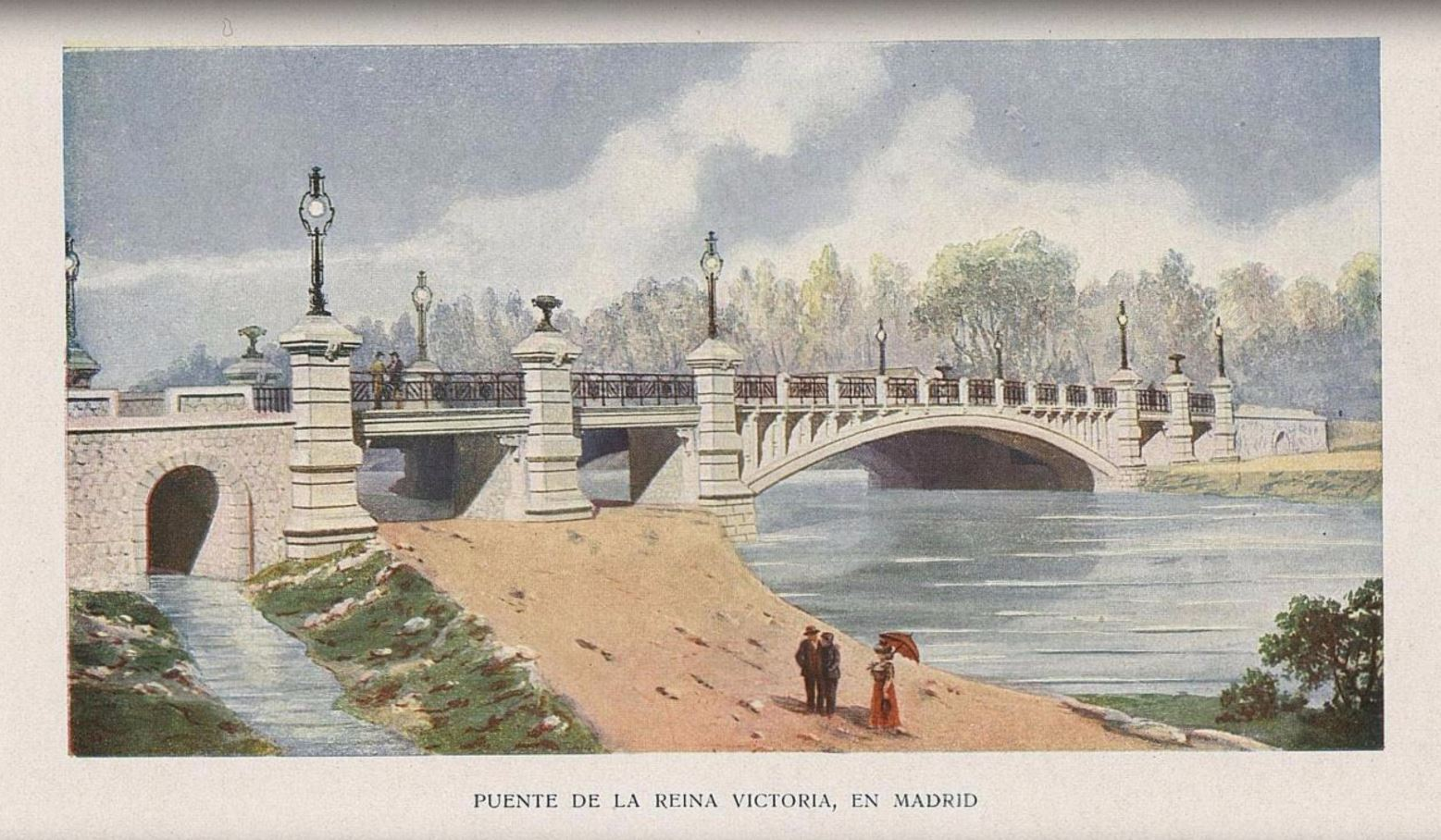
El Puente de la Reina Victoria según dibujo del catálogo de José Eugenio Ribera.

El puente presenta dos carriles, uno por cada sentido. Se sostiene sobre dos arcos elípticos paralelos, realizados en hormigón armado, que se unen al tablero mediante ejes verticales, que dejan al descubierto diferentes vanos, otorgando una gran ligereza al conjunto. Fue el primer puente en España en el que se aplicó esta técnica de dobles arcos gemelos desarrollada por el ingeniero francés Paul Séjourné, lo que aligera considerablemente el peso de la estructura si se compara con una bóveda continua. 
Las corrientes modernistas de la época están presentes en sus elementos ornamentales, que se concentran preferentemente en el tablero. Sobre éste se sitúan cuatro jarrones y ocho farolas de hierro (dos y cuatro en cada extremo), en cuya base aparecen forjados diferentes osos rampantes, en clara referencia al escudo heráldico de Madrid. El pretil lo conforman varios balaustres de piedra, que se unen entre sí mediante una verja artística, igualmente realizada en hierro. La ornamentación, en fundición y hierro, son obra de Fundiciones Francisco Iglesias.
El puente está orientado en dirección noroeste-sureste. Aguas abajo, se sitúa una de las esclusas construidas sobre el Manzanares en las obras de canalización del río emprendidas a mediados del siglo XX. Aguas arriba, se encuentran los cables del Teleférico de Madrid, que comunica el Paseo de Rosales con la Casa de Campo, cruzando el río. En sus inmediaciones, existen diferentes puestos para la pesca.